# Lower Subansiri
Lower Subansiri är ett distrikt i Indien.   Det ligger i delstaten Arunachal Pradesh, i den östra delen av landet, 1 600 km öster om huvudstaden New Delhi. Antalet invånare är 83 030. Arean är 10 135 kvadratkilometer. Lower Subansiri gränsar till Kurung Kumey.
Terrängen i Lower Subansiri är varierad.
Följande samhällen finns i Lower Subansiri:
- Ziro